# Nycticryphes
Nycticryphes is een geslacht van vogels uit de familie goudsnippen (Rostratulidae). Het geslacht telt één soort.

## Soorten
- Nycticryphes semicollaris – Pampasnip